# Hausfreunde sind auch Menschen
Hausfreunde sind auch Menschen (Originaltitel: The Bliss of Mrs. Blossom, deutsch: Frau Blossoms Seligkeit) ist eine britische Filmkomödie aus dem Jahr 1968 von Joseph McGrath. Das Drehbuch verfassten Alec Coppel und Denis Norden. Es basiert auf der gleichnamigen Erzählung von Alec Coppel. Die Hauptrollen sind mit Shirley MacLaine, Richard Attenborough und James Booth besetzt.
Erstmals ins Kino kam der Film am 11. September 1968 in den USA. In der Bundesrepublik Deutschland hatte er seine Premiere am 10. Januar 1969.

## Handlung
Robert Blossom ist Büstenhalterfabrikant aus Überzeugung, und über der Liebe zu seiner Tätigkeit und zu seinem Hobby – sehr gerne  dirigiert er Schallplattenmusik – vergisst er, sich etwas mehr um seine Frau zu kümmern. Als dann ein liebenswürdiger und schüchterner Nähmaschinenfachmann aus Mr. Blossoms Fabrik Harriets Maschine reparieren soll, ergibt es sich so, dass er schließlich im Dachgeschoss einzieht. Er richtet sich dort komfortabel ein und vertritt tagsüber die Stelle des Ehemanns, den er sogar einmal vor dem finanziellen Ruin rettet. Mr. Blossom indessen hängt seiner Idee von einem Universal-BH an, der mittels eines Gases die jeweils gewünschte Form verleihen soll, und baut diese Idee zu einer Art Weltpazifizierungsprogramm aus. Weil aber im Falle eines Erfolges die Gefahr bestünde, dass das häusliche Idyll auffliegen könnte, vereitelt der Hausfreund durch überhöhten Gasdruck die Vorführung und damit auch den Erfolg.
Inzwischen sind vier Jahre vergangen. Findige Polizisten sind dem Hausfreund auf die Schliche gekommen; sein Verhalten fliegt auf mit der Folge, dass sich der rechtmäßige Ehemann in Güte scheiden lässt. Danach übergibt er seine Fabrik dem Hausfreund seiner Frau. Am Ende des Films verlässt der neue Fabrikherr morgens – genau wie einst Mr. Blossom – das Haus. Das Parkett öffnet sich, und es entsteigt seinem unterirdischen Heim Mr. Blossom, der sich einen ruhigen Lebensabend als neuer Hausfreund seiner Ex-Frau leistet.

## Vorbilder
Der Film wurde vermutlich durch den Kriminalfall Walburga Oesterreich inspiriert, die ihren Liebhaber auch im Dachgeschoss einquartiert hatte.

## Kritiken
Der Evangelische Film-Beobachter fasst seine Kritik wie folgt zusammen: „Ehefrau eines Büstenhalterfabrikanten fühlt sich vernachlässigt und legt sich im Dachgeschoss des Hauses einen Hausfreund zu. Dieses ‚vollkommene Glück zu dritt‘ wird als Anlaß für komödiantische Spielszenen und Filmparodien genommen, die den harmlosen Film trotz einigen Leerlaufs recht unterhaltsam machen.“ Das Lexikon des internationalen Films bezeichnet das Werk als ein „turbulentes Lustspiel mit viel Situationskomik, einigen Anzüglichkeiten und zahlreichen Verweisen auf bekannte Kinoklischees“.